# Hagwon

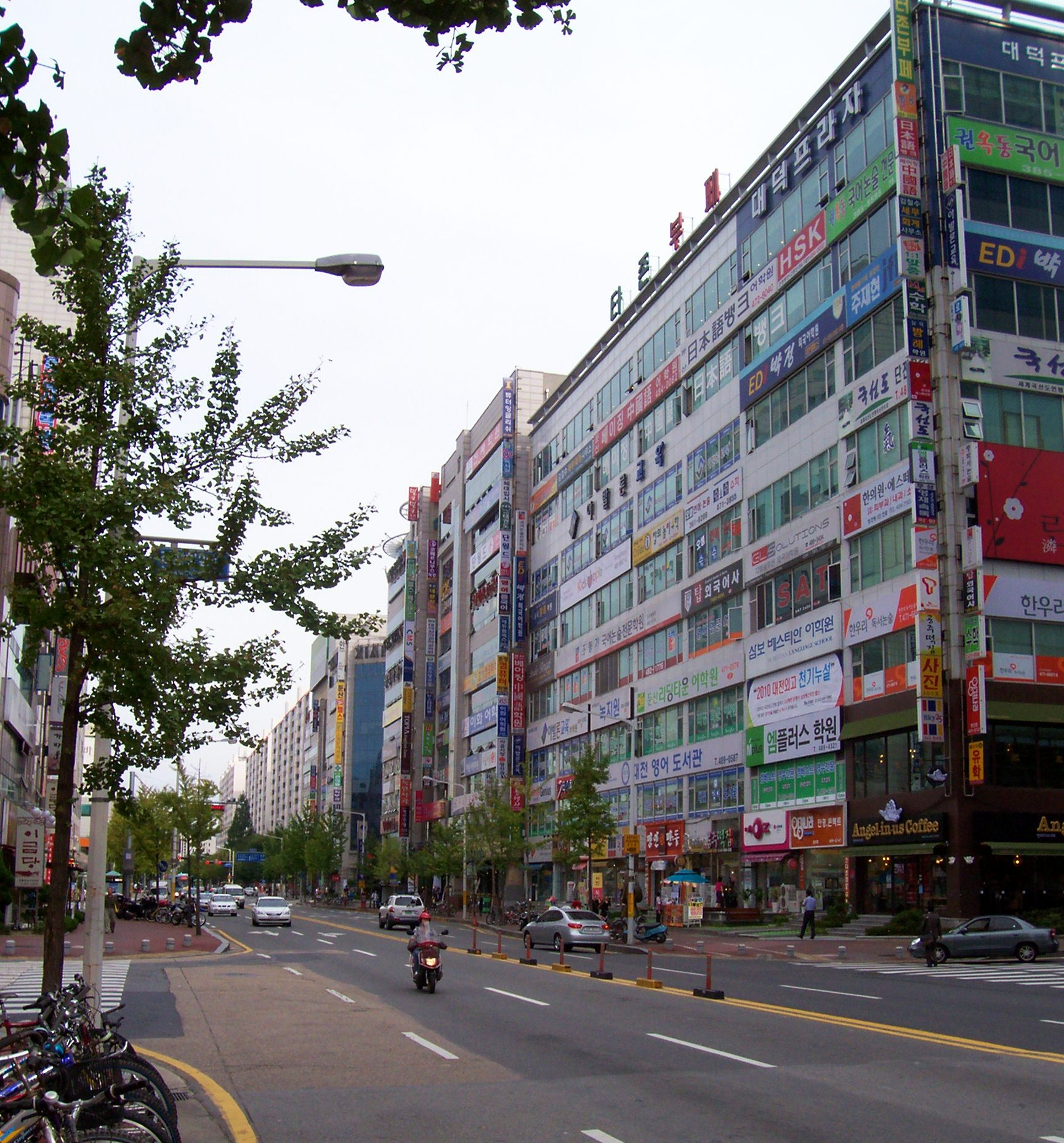
Un palazzo sede di numerosi hagwon a Daejeon.

Gli hagwon (학원?, 學院?, hag-wonLR, hagwŏnMR) sono istituti scolastici privati a scopo di lucro presenti in Corea del Sud, esterni al sistema scolastico pubblico. Negli anni Settanta e Ottanta erano considerati facoltativi e frequentati soltanto da chi aveva bisogno di ripetizioni, ma in seguito sono diventati fondamentali per riuscire a entrare in una buona università. Nel 2020 ne esistevano 73.865.

## Caratteristiche
Una maggioranza significativa di bambini sudcoreani (l'83% nel 2017) inizia a frequentare gli hagwon all'età di cinque anni, mentre una minoranza all'età di due anni. Nel 2022, il 78,3% degli studenti tra il primo e il dodicesimo anno di scuola ne aveva frequentato almeno uno e vi aveva trascorso una media di 7,2 ore a settimana. La frequenza e il tempo passato negli hagwon sono più alti per gli studenti delle scuole elementari e medie. Siccome alcuni vi restano fino a tarda notte, un certo numero di hagwon offre autobus privati o navette per riportarli a casa, sebbene la sicurezza di questi servizi sia stata criticata perché operano secondo una politica di minimizzazione dei costi.
Gli hagwon per cui le famiglie sudcoreane spendono di più sono quelli che insegnano inglese, mentre matematica e lingua coreana sono rispettivamente al secondo e al terzo posto; altre materie popolari sono scienze e le discipline umanistiche. Esistono anche hagwon dedicati a materie non accademiche come musica, arte, nuoto e taekwondo, e istituzioni appositamente per adulti, tra cui quelli per formare gli assistenti di volo.
Gli hagwon sono anche visti come fondamentali per prepararsi agli esami di ammissione all'università: quasi il 70% degli studenti in Corea del Sud, infatti, continua a studiare una volta ottenuto il diploma, rispetto al 51% negli Stati Uniti e al 57% nel Regno Unito, rendendo le ammissioni al college altamente competitive.
Nel 2022, i sudcoreani hanno speso 26 bilioni di won per l'istruzione privata, con una media di 410.000 won al mese.

## Critiche
Gli hagwon sono associati all'elitarismo accademico e all'iniquità educativa della Corea del Sud a causa della loro fornitura di istruzione supplementare. Per alcuni creano disparità tra poveri e ricchi, e studi hanno mostrato che, sebbene la maggior parte dei bambini coreani li frequenti, i risultati variano in base al reddito dei genitori. Le statistiche del 2023 hanno indicato un notevole aumento della spesa per gli hagwon, che avvantaggia in modo sproporzionato gli studenti provenienti da contesti più ricchi o geograficamente vantaggiosi.
La cultura degli hagwon è considerata estrema sia dagli osservatori internazionali che nazionali, e sono state espresse preoccupazioni circa il loro impatto sulla salute mentale tanto degli studenti quanto dei loro genitori, che devono sia potersi permettere che monitorare attentamente l'istruzione dei figli per renderli competitivi. Ulteriori preoccupazioni riguardano l'impatto delle lunghe ore trascorse negli hagwon sulla salute fisica: secondo un rapporto pubblicato dal New York Times nel 2014, lo studente sudcoreano medio lavorava fino a 13 ore al giorno e dormiva 5,5 ore a notte. Nel tentativo di risolvere questi problemi, nel 2010 il governo sudcoreano ha implementato delle normative per limitare gli orari di apertura degli hagwon e ridurre il carico accademico sugli studenti.
Una concentrazione di hagwon superiore alla media nel distretto di Gangnam, in particolare a Daechi-dong, è stata citata come ragione principale dell'aumento dei prezzi degli immobili nella zona poiché sempre più genitori cercano di trasferirvisi per consentire ai propri figli di frequentare le scuole.